# Бильчиртуй
Бильчиртуй (бур. Бэлшэртэ) — село в Могойтуйском районе Агинского Бурятского округа Забайкальского края России. Входит в состав сельского поселения «Цаган-Челутай». Основан в 1931 году.

## География
Село находится в южной части района, к западу от автодороги А350, на расстоянии примерно 26 км (по прямой) к юго-востоку от посёлка городского типа Могойтуй, административного центра района. Абсолютная высота — 656 м над уровнем моря.
Климат
Климат характеризуется как резко континентальный с умеренно жарким летом и продолжительной морозной малоснежной зимой. Средняя температура воздуха самого холодного месяца (января) составляет −22 — −26 °C; самого тёплого месяца (июля) — 18-20 °C. Также наблюдаются большие перепады сезонных и суточных температур, недостаточная увлажненность, большая сухость воздуха и значительное число солнечных дней в году. Вегетационный период 150 дней и более.
Часовой пояс
Село Бильчиртуй находится в часовой зоне МСК+6. Смещение применяемого времени относительно UTC составляет +9:00.

## Население
| 2002 | 2010 | 2021 |
| ---- | ---- | ---- |
| 400  | ↗488 | ↘460 |

Половой состав
По данным Всероссийской переписи населения 2010 года, в половой структуре населения мужчины составляли 66 %, женщины — соответственно 34 %.
Национальный состав
Согласно результатам переписи 2002 года, в национальной структуре населения русские составляли 75 %.

## Инфраструктура
В селе функционирует детский сад — начальная школа.